# عرب خيل (مقاطعة تشالوس)
عرب‌خيل (بالفارسية: عرب‌خیل) هي قرية تقع في قسم كلارستاق الشرقي الريفي (مقاطعة تشالوس) في إيران. يقدر عدد سكانها بـ 483 نسمة .